# Josef Dachs
Josef Dachs (30. září 1825, Řezno – 6. června 1896, Vídeň) byl rakouský pianista a hudební pedagog.

## Život
Byl žákem Simona Sechtera a Carla Czerného. V roce 1850 byl jmenován profesorem na konzervatoři Gesellschaft der Musikfreunde in Wien. Mezi jeho studenty, mimo jiné, patřili Hugo Wolf, Ferdinand Löwe, Wladimir von Pachmann, Anton Rubinstein, Josef Rubinstein, Leoš Janáček, Isabelle Vengerova a Juliusz Zarębski.